# Пицца аль тальо
Пицца аль тальо (итал.  pizza al taglio или pizza al trancio, «пицца по ломтикам/кусочкам», «нарезанная») — это разновидность пиццы, выпекаемая на больших прямоугольных противнях и обычно продаваемая прямоугольными или квадратными ломтиками на развес в специальных заведениях ростицериях, с ценами, указанными за килограмм или за 100 граммов. Этот тип пиццы был изобретен в Риме в 1950-х годах, и распространен по всей Италии.
Отличительная особенность такой пиццы — в стиле нарезки и подаче.
Пиццу часто едят как блюдо на вынос, за пределами ресторанов, где она подаётся, например, на площадях.
Существует множество вариаций и стилей пиццы аль тальо, это блюдо доступно не только в Италии, но и в других регионах мира.

## Приготовление

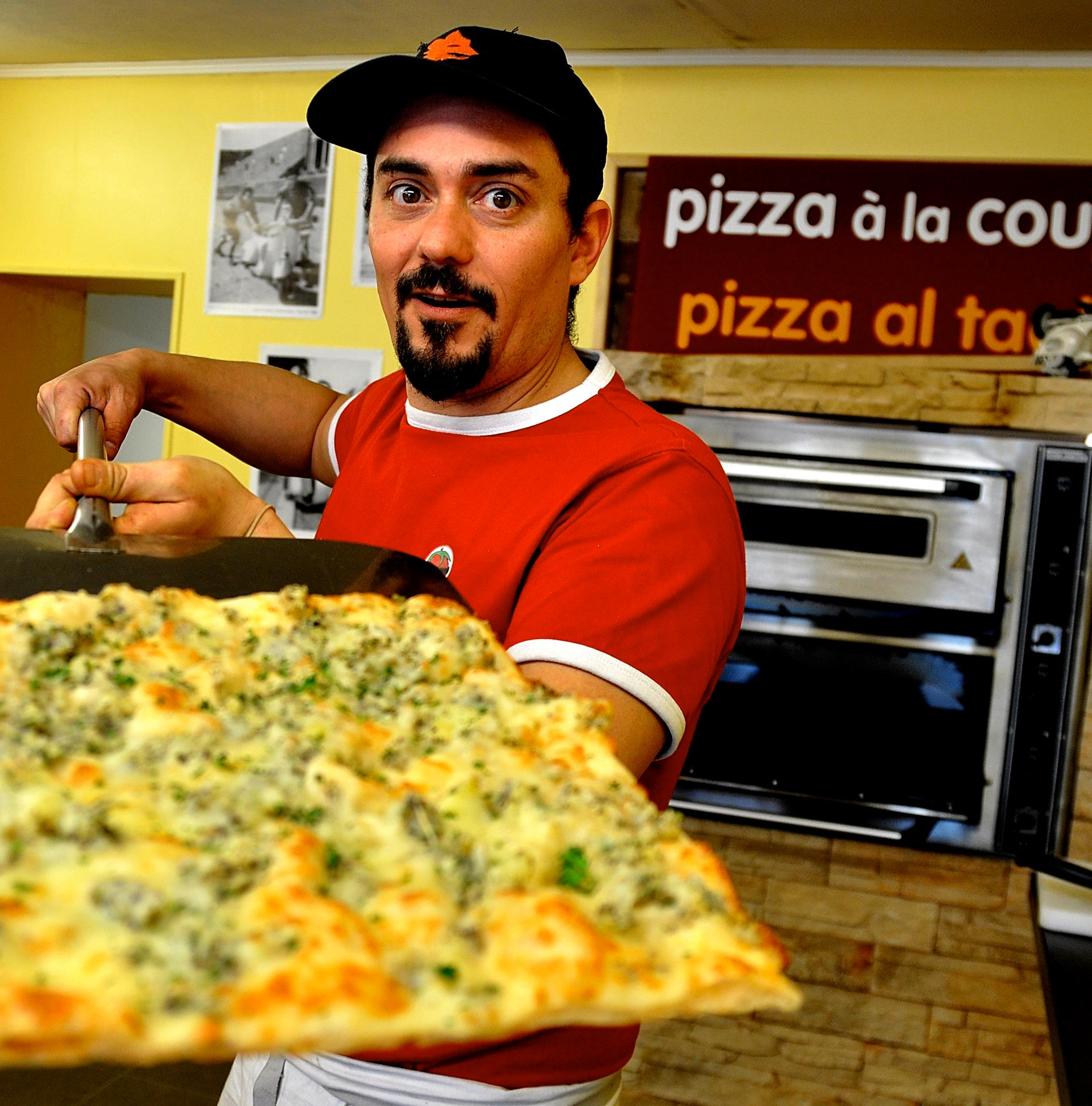
Пицца аль тальо

В традиционных итальянских пиццериях и пекарнях пиццу часто готовят в дровяной печи. В современных заведениях также часто используются электрические духовки. Прямоугольная форма пиццы облегчает нарезку по желанию покупателя, и она часто отличается по весу.
Тесто у такой пиццы толще и пышнее, чем у обычной. Начинка может включать сезонные овощи, присущие римской кухне, а также местное вяленое мясо, морепродукты и многочисленные топинги.

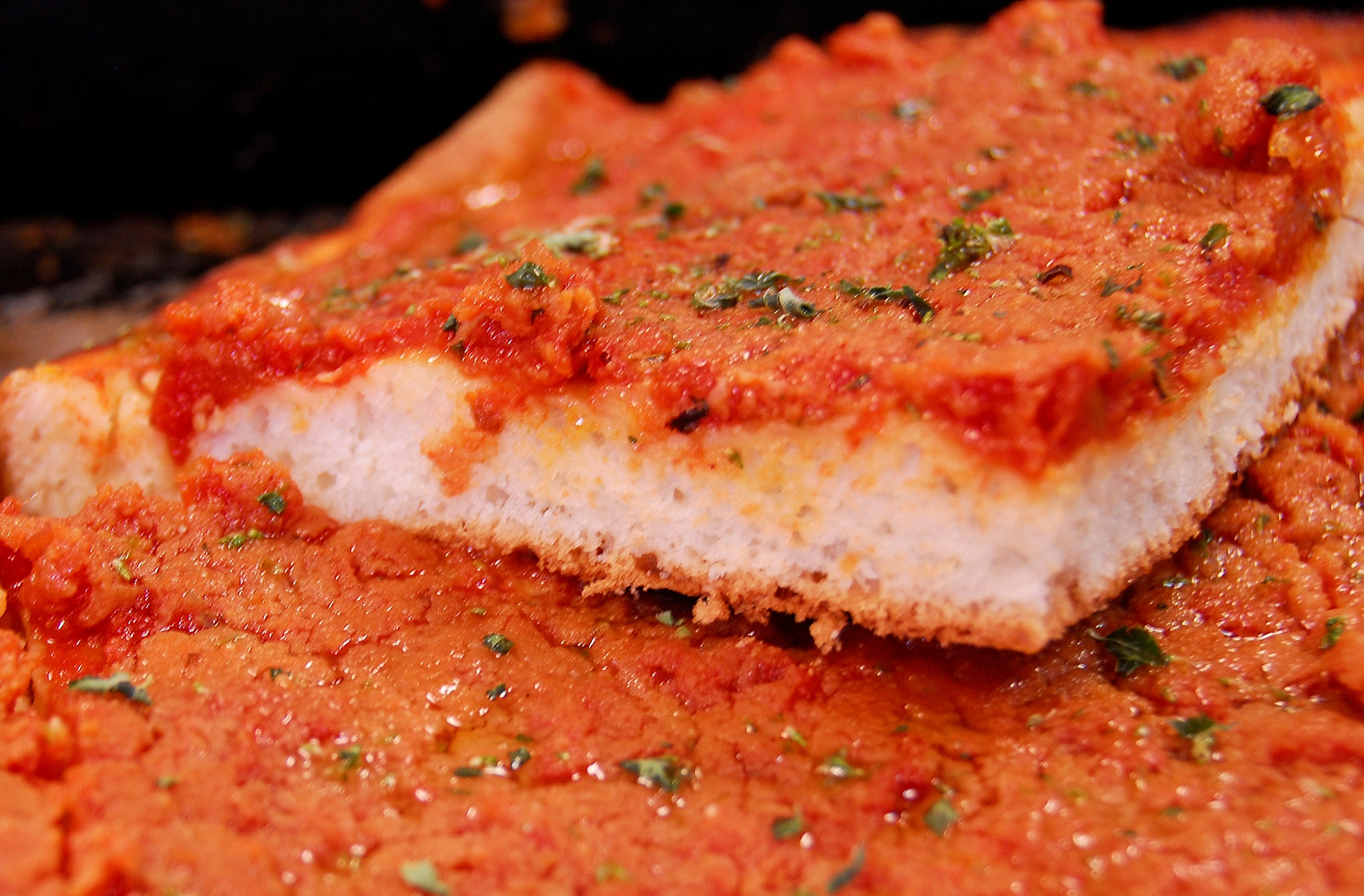
Сицилийская пицца в стиле аль тальо

В пицце аль тальо обычно используется томатный соус, белый сыр, моцарелла, ветчина, хрустящий картофель.